# لي ميونغ-جو
لي ميونغ-جو (كورية: 이명주؛ مواليد 24 أبريل 1990) هو لاعب كرة قدم كوري جنوبي يجيد اللعب كلاعب وسط ويلعب كذلك لصالح منتخب كوريا الجنوبية لكرة القدم.
حقق لي أول ظهور له مع المنتخب الكوري الجنوبي في 11 يونيو 2013 في انتصار ضد أوزبكستان بتصفيات كأس العالم لكرة القدم 2014.

## روابط خارجية
- لي ميونغ-جو على موقع دوري كوريا الجنوبية (الإنجليزية)
- لي ميونغ-جو على موقع قاعدة بيانات كرة القدم.إي يو (الإنجليزية)
- لي ميونغ-جو على موقع ناشيونال فوتبول تيمز (الإنجليزية)
- لي ميونغ-جو على موقع Soccerway.com (الإنجليزية)

- Lee Myung-joo – National Team stats at KFA (بالكورية)

قالب:تشكيلة كوريا في كأس آسيا 2015